# Ghost (Japanse band uit 1984)
Ghost is een Japanse experimentele rockgroep, die is opgericht in Tokio in 1984. De groep mengt psychedelische rock met wereldmuziek en geïmproviseerde muziek.
De groep had een wisselende samenstelling maar acupuncturist Masaki Batoh was het belangrijkste lid. De groep zou een nomadisch bestaan leiden. Aanvankelijk speelde de groep uitsluitend geïmproviseerde muziek maar na een aantal jaar kwam er meer structuur in. Het gelijknamige debuutalbum kwam uit in 1990. Het derde album Temple Stone (1994) is geheel live opgenomen in tempels rond Tokyo. In 2014 maakte Batoh bekend dat de groep uiteen was. Hij ging verder met de groep The Silence.

## Leden
- Masaki Batoh (馬頭將噐): zang, akoestische gitaar
- Kazuo Ogino (荻野和夫): piano, elektronica
- Michio Kurihara (栗原道夫): elektrische gitaar
- Junzo Tateiwa (立岩潤三): drums, percussie
- Takuyuki Moriya (守屋拓之): basgitaar
- Taishi Takizawa (瀧澤大志, ook bekend als Giant): theremin, fluit, saxofoon

## Discografie

### Albums
- Ghost (1990)
- Second Time Around (1992)
- Temple Stone (1994)
- Lama Rabi Rabi (1996)
- Snuffbox Immanence (1999)
- Tune In, Turn On, Free Tibet (1999)
- Hypnotic Underworld (2004)
- Metamorphosis: Ghost Chronicles 1984–-2004 (cd/dvd-set 2005)
- In Stormy Nights (2007)
- Overture: Live in Nippon Yusen Soko 2006 (2007)

### Singles
- Moungod Air Cave b/w Guru in the Echo (1995) live opname uit resp. 1989 en 1994
- Holy High b/w Filament (2003)

### Samenwerking
- Damon and Naomi with Ghost (2000)

### Masaki Batoh solo
- A Ghost from the Darkened Sea (1995)
- Kikaokubeshi (1996)
- Collected Works 95-96 (2004) De twee bovenstaande albums op een cd
- Brain Pulse Music (2012)

### Samenwerking Helena Espvall en Masaki Batoh
- Helena Espvall & Masaki Batoh (2008)
- Overloaded Ark (2009)